# Gymnopilus crassitunicatus
Gymnopilus crassitunicatus là một loài nấm thuộc họ Cortinariaceae.